# Týnský potok

Týnské údolí

Týnský potok je potok, levostranný přítok řeky Jihlavy v Třebíči. Jeho vody napájejí soustavu městských rybníků, které v minulosti sloužily převážně k zásobování města vodou. Jeho délka činí 3,5 km a plocha povodí 5,7 km².
Týnský potok pramení nedaleko bažantnice na severozápad od rybníka Zámiše v nadmořské výšce 480 m n. m., protéká přes něj a teče k Týnskému rybníku. Jedna část potoka pod zemí pokračuje k rybníku Kuchyňce, druhá část plyne k rybníku Hladovému a k někdejšímu rybníčku Konopníčku, v současnosti zasypanému. Částečně zatrubněný potok stéká do Týnského údolí, kde nedaleko od mostu přijímá vody svého levostranného přítoku (délka asi 2,2 km) od rybníků Baráku a Nadýmáčku. Takto posilněný míří potok k Vodovodnímu rybníku a od něho teče podél severní zdi třebíčského židovského hřbitova do posledního svého rybníčka Baby. Za Babou, v Kočičině již je jeho tok regulovaný a takto se vlévá zleva do řeky Jihlavy. K regulaci došlo počátkem 50. let 20. století.

## Rybníky

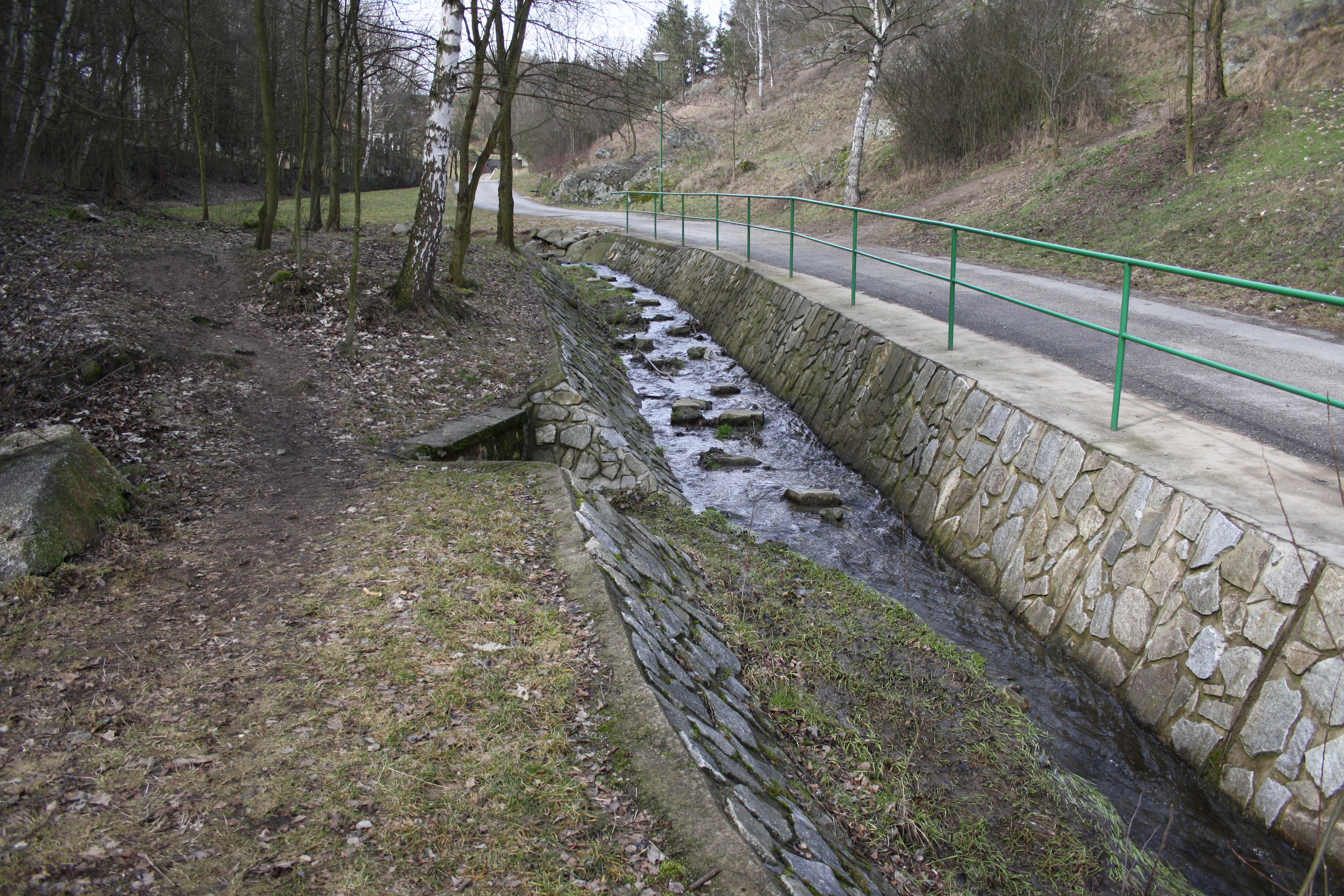
Týnský potok a Týnské údolí u ústí do rybníku Baba

Vody Týnského potoka napájejí tyto rybníky:
- Zámiš, 3,93 ha;
- Týnský, 1,12 ha;
- Hladový, 0,33 ha;
- Barák (Kuldánek, Druhý), 0,44 ha; napájený přítokem;
- Nadýmáček (U Suchých, Třetí), 0,4 ha, napájený přítokem;
- Vodovodní (Vasrlajtunk), 0,61 ha;
- Baba (Babák), 0,14 ha;
- Kuchyňka, 2,88 ha.

V minulosti to byl na hlavním toku rybníček Konopníček o ploše 0,18 ha, na severním přítoku to býval rybník Chudoba o ploše asi 6,5 ha a na jihu rybníček Obůrka o ploše 0,33 ha, napájený z Kuchyňky.

Rybník Kuchyňka byl zbudován, aby zdržoval vodu k napájení vodního příkopu pod hradbami kláštera. Vodu do příkopu přiváděla strouha dnešní ulicí 9. května. Rybníky v Týnském údolí sloužily zásobování vodou. Využívání rybníka Baby je doloženo k roku 1610. Téhož roku město pořídilo koupí od týnského občana Ondřeje Kuldánka tři malé selské rybníčky. Roku 1887 rozhodla rada města postavit vodovod využívající vod Týnského potoka. Příštího roku tak byl dokončen Vodovodní rybník a při něm filtrační zařízení. Vodovodní potrubí bylo nataženo na Karlovo náměstí, Stařečku, Jejkov a Nové Dvory; celkem měřilo 2,3 km. Pro nedostatečnou kapacitu musel být do systému napojen roku 1908 i Nadýmáček. Panský rybník Chudoba, jehož polohu dodnes připomíná trať V Chudobě nad Novým hřbitovem, nebýval bohatý na vodu.